# Bram Rutgers
Abraham Arnold Lodewijk (Bram) Rutgers (Amsterdam, 24 juli 1884 – Wassenaar, 26 september 1966) was een Nederlands bestuurder en politicus.
Hij was van 1923 tot 1928 directeur van Landbouw, Nijverheid en Handel van Nederlands-Indië en van 1928 tot 1933 gouverneur van Suriname. Tijdens zijn gouverneurschap waren er in Suriname verschillende protestacties tegen het Nederlandse bewind, mede geïnspireerd door de komst naar de kolonie van Anton de Kom.
In 1945 was hij waarnemend commissaris van de Koningin van Zuid-Holland. Van 1950 tot 1953 was hij lid van de Staatscommissie inzake de Grondwetsherziening (Staatscommissie-Van Schaik).
In 1956 werd Rutgers benoemd tot vicepresident van de Raad van State, een functie die hij tot zijn pensionering in 1959 zou vervullen.
Rutgers was lid van de Anti-Revolutionaire Partij. Hij was lid van de Gereformeerde Kerken in Nederland. Hij trouwde in 1910 met Rosine Alexandrine Frédérique Idenburg (1884-1966), met wie hij zes kinderen had. Zij was een dochter van de ARP-politicus Alexander Idenburg. Bram Rutgers was een broer van de politicus, advocaat en verzetsstrijder Victor Henri Rutgers en een oom van het Tweede Kamerlid Jacqueline Rutgers.

## Over Rutgers
- Hans Ramsoedh, Suriname 1933-1944: koloniale politiek en beleid onder gouverneur Kielstra. Delft: Eburon, 1990. (Diss.)

- Biografisch Portaal: 17130785
- Digitale Bibliotheek voor de Nederlandse Letteren: rutg001
- International Standard Name Identifier: 0000 0000 5209 9154
- Library of Congress Control Number: no2002064485
- Nederlandse Thesaurus van Auteursnamen: 071132635
- Parlement.com: vg09ll6c14zt
- Système universitaire de documentation: 189045930
- Virtual International Authority File: 2136644
- WorldCat: E39PBJwhtVfWxmYGMT7X8XJ4bd